# Chlorochaeta smaragdus
Chlorochaeta smaragdus är en fjärilsart som beskrevs av George Francis Hampson 1891. Chlorochaeta smaragdus ingår i släktet Chlorochaeta och familjen mätare. Inga underarter finns listade i Catalogue of Life.